# A Series of Unfortunate Events (série de televisão)
Lemony Snicket's A Series of Unfortunate Events, ou simplesmente A Series of Unfortunate Events (Brasil: Lemony Snicket: Desventuras em Série / Portugal: Lemony Snicket: Uma Série de Desgraças), é uma websérie americana de drama da Netflix, desenvolvida por Mark Hudis, e baseada no romance de série infantojuvenil de mesmo nome por Lemony Snicket. É estrelada por Neil Patrick Harris, Patrick Warburton, Malina Weissman, Louis Hynes, K. Todd Freeman e Presley Smith, tendo sua estreia no dia 13 de janeiro de 2017.
A primeira temporada consiste de oito episódios e é uma adaptação dos quatro primeiros livros da série (The Bad Beginning, The Reptile Room, The Wide Window e The Miserable Mill). '
A segunda temporada da série contém 10 episódios que são a adaptação de 5 livros (The Austere Academy, The Ersatz Elevator, The Vile Village, The Hostile Hospital e The Carnivorous Carnival) e foram lançados no dia 30 de março de 2018.
A série foi renovada para uma terceira e última temporada em março de 2018, que contará com sete episódios e adaptará os quatro livros restantes (The Slippery Slope, The Grim Groto, The Penultimate Peril e The End). A temporada foi lançada em 1 de janeiro de 2019.

## Premisa
Quando um incêndio misterioso mata seus pais e destrói sua antiga residência, as crianças Baudelaire são colocadas aos cuidados de seu parente distante, o Conde Olaf, um “ator” que está determinado a reivindicar a fortuna da família Baudelaire para si. Na sequência de tentativas fracassadas de Olaf para conseguir se apoderar do dinheiro deles, os Baudelaire tentam descobrir o mistério por trás de uma sociedade secreta  e o passado de seus pais.

## Elenco

### Principal
- Neil Patrick Harris como Conde Olaf[3]
- Patrick Warburton como Lemony Snicket[4]
- Malina Weissman como Violet Baudelaire[5]
- Louis Hynes como Klaus Baudelaire[5]
- Presley Smith como Sunny Baudelaire[6]
- K. Todd Freeman como Sr. Arthur Poe[7]
- Lucy Punch como Esmé Squalor[8]
- Avi Lake como Isadora Quagmire[9]
- Dylan Kingwell como Duncan e Quigley Quagmire[9]
- Kitana Turnbull como Carmelita Spats

### Recorrente
- Dylan Kingwell como Duncan Quagmire / Quigley Quagmire
- Joan Cusack como Justice Strauss
- Aasif Mandvi como Tio Monty
- Alfre Woodard como Tia Josephine
- Usman Ally como Homem com mãos de gancho
- Don Johnson como Senhor, o proprietário da Serraria Alto-Astral.
- Catherine O'Hara como Dr.ª Georgina Orwell
- Cobie Smulders como Mãe Dos Trigêmeos Quagmire
- Will Arnett como Pai Dos Trigêmeos Quagmire
- Sara Canning como Jacquelyn
- Sara Rue como Olivia Caliban
- Nathan Fillion como  Jacques Snicket

### Convidado
- Luke Camilleri como Gustav Sebald
- Patrick Keating como Town Father
- Patrick Breen como Larry
- Rob Labelle como um motorista de táxi do Lago Lacrimoso
- Keith Blackman Dallas como Evander, caminhoneiro da Serraria Alto-Astral
- Rhys Darby como Charles
- Dylan Kingwell como Duncan e Quigley Quagmire
- Avi Lake como Isadora Quagmire
- Timothy Webber como Jimmy
- Chris Gauthier como Phil
- Loretta Walsh como Norma Rae
- Trent Redekop como Cesar
- Allison Williams como Kit Snicket
- Daniel Handler faz uma participação especial como um vendedor de cabeças de peixe no Lago Lacrimoso.

## Episódios
| Temporada | Temporada | Episódios | Episódios | Originalmente lançado |
| --------- | --------- | --------- | --------- | --------------------- |
|           | 1         | 8         | 8         | 13 de janeiro de 2017 |
|           | 2         | 10        | 10        | 30 de março de 2018   |
|           | 3         | 7         | 7         | 1 de janeiro de 2019  |

### 1.ª temporada (2017)
A primeira temporada adaptou os primeiros quatro livros da série: The Bad Beginning, The Reptile Room, The Wide Window e The Miserable Mill.
| N.º geral | N.º na temp. | Título original (Título no Brasil)                                   | Dirigido por     | Escrito por         | Lançamento            |
| --- | ------------ | -------------------------------------------------------------------- | ---------------- | ------------------- | --------------------- |
| 1 | 1            | "The Bad Beginning: Part One" "Mau Começo: Parte 1" (BR)             | Barry Sonnenfeld | Daniel Handler      | 13 de janeiro de 2017 |
| Violet, Klaus e Sunny Baudelaire recebem a notícia de que seus pais morreram em um incêndio em sua casa. Ao explorar as ruínas, Klaus encontra uma luneta quebrada com uma insígnia de um olho embutido na frente. Logo depois, eles são enviados para viver com seu parente distante, o Conde Olaf, que os força a trabalhar. Uma noite, os irmãos preparam puttanesca para a companhia teatral de Olaf, mas ele exige carne assada ao chegar em casa. As crianças afirmam que Olaf nunca pediu para prepararem rosbife, irritando-o e levando-o a estapear Klaus quando ele protesta contra os arranjos para dormir. Enquanto isso, uma mãe e pai são mantidos presos por um misterioso raptor. |              |                                                                      |                  |                     |                       |
| 2 | 2            | "The Bad Beginning: Part Two" "Mau Começo: Parte 2" (BR)             | Barry Sonnenfeld | Daniel Handler      | 13 de janeiro de 2017 |
| Os Baudelaire tentam convencer o banqueiro da família, o sr. Poe, das ações de Olaf, mas ele rejeita suas reivindicações. Quando Olaf dá a Violet o papel de protagonista em sua última produção teatral, que termina com os dois personagens principais sendo casados, os irmãos percebem que Olaf pretende adquirir sua fortuna casando-se com Violet de verdade. Klaus confronta Olaf, que ameaça matar Sunny se Violet não seguir seus planos. No último minuto, no entanto, Violet assina a certidão de casamento com a mão esquerda, invalidando o processo devido ao fato de que ela é destra. A misteriosa secretária do sr. Poe, Jacquelyn, revela que eles deveriam ser colocados sob os cuidados de seu parente distante, Montgomery. Enquanto isso, o aliado de Jacquelyn, Gustav, é misteriosamente afogado após ser atingido por um dardo. |              |                                                                      |                  |                     |                       |
| 3 | 3            | "The Reptile Room: Part One" "A Sala dos Répteis: Parte 1" (BR)      | Mark Palansky    | Daniel Handler      | 13 de janeiro de 2017 |
| Os Baudelaire são enviados para morar com seu tio herpetólogo Monty Montgomery, que recentemente encontrou um réptil que ele chama de "Víbora Incrivelmente Mortífera". Enquanto tenta aprender mais sobre Montgomery, Klaus descobre que o labirinto em torno do jardim da casa dele é exatamente da mesma forma que a tatuagem no tornozelo de Olaf. Este por sua vez se apresenta como o novo assistente de Montgomery, Stephano, e tenta sequestrar os Baudelaire, mas Monty assegura aos Baudelaire que ele reconhece Stephano como uma ameaça. Os quatro chegam a um cinema, onde Monty decifra um código enviado para ele através das legendas do filme, usando uma luneta idêntica à de Klaus - a mensagem o instrui a levar as crianças ao Peru. Ele demite Stephano pouco depois, acreditando que ele seja um espião enviado para roubar sua pesquisa. |              |                                                                      |                  |                     |                       |
| 4 | 4            | "The Reptile Room: Part Two" "A Sala dos Répteis: Parte 2" (BR)      | Mark Palansky    | Emily Fox           | 13 de janeiro de 2017 |
| Imediatamente depois de dispensar "Stephano", Montgomery percebe que a porta de sua Sala dos Répteis está entreaberta e investiga, sendo atacado por uma figura invisível. No dia seguinte, os Baudelaire descobrem Olaf ao lado do cadáver de Montgomery. Olaf ameaça matar Sunny a menos que os irmãos o acompanhem ao Peru, mas é impedido de executar seu plano quando o sr. Poe acidentalmente bate em seu carro quando eles estão tentando sair. A trupe de teatro de Olaf então chega disfarçada de policiais, afirmando que a morte de Monty foi cometida pela Víbora Incrivelmente Mortífera, apesar de Monty ter comentado que ela é "o réptil mais amigável de todo o reino animal". Enquanto procura provas da inocência da cobra, Klaus descobre uma estátua no labirinto de Monty e uma fotografia deste, os dois com lunetas idênticas a de Klaus. Violet prova que Olaf é o assassino - no entanto, ele escapa pelo labirinto com a luneta de Klaus. Enquanto o perseguem, os Baudelaire são encontrados por Jacquelyn, que estava posando como a estátua. Ela diz a eles para buscar respostas na luneta de sua tia Josephine enquanto ela persegue Olaf através de passagens subterrâneas. |              |                                                                      |                  |                     |                       |
| 5 | 5            | "The Wide Window: Part One" "O Lago das Sanguessugas: Parte 1" (BR)  | Barry Sonnenfeld | Daniel Handler      | 13 de janeiro de 2017 |
| O sr. Poe leva os Baudelaire para morar com a Tia Josephine, uma mulher irracionalmente assustada que mora em uma casa em ruínas, com vista para o Lago Lacrimoso. Ela se recusa a responder perguntas sobre os pais das crianças, então eles buscam respostas em torno da casa dela e descobrem que seus pais eram membros de uma organização secreta, com lunetas sendo usadas como dispositivos úteis. Eles também ficam chocados ao descobrir que Josephine já foi feroz e formidável, mas caiu em medo após a morte de seu marido. Olaf, que seguiu os Baudelaire, se disfarça de marinheiro chamado Capitão Sham antes de fingir se apaixonar por Josephine. Apesar dos avisos dos irmãos, Josephine aceita seu convite para levá-la para comer um sanduíche de ovo frito. Mais tarde naquela noite, os irmãos descobrem que Josephine pulou da biblioteca e deixou uma nota informando que "o capitão Sham" é o novo guardião deles. |              |                                                                      |                  |                     |                       |
| 6 | 6            | "The Wide Window: Part Two" "O Lago das Sanguessugas: Parte 2" (BR)  | Barry Sonnenfeld | Daniel Handler      | 13 de janeiro de 2017 |
| Enquanto o sr. Poe se prepara para entregar os Baudelaire ao "Capitão Sham", os irmãos descobrem que a nota tem vários erros gramaticais, algo que Josephine nunca faria, já que ela era obcecada com a gramática correta. O sr. Poe leva as crianças a um restaurante e se prepara para completar a transferência, mas permite que os irmãos saiam depois que Larry, um garçom secretamente membro da organização de seus pais, aciona sua alergia à hortelã-pimenta. Depois de voltar para casa, os irmãos decifram a nota de suicídio de Josephine e descobrem que ela ainda está viva, momentos antes de um furacão jogar a casa dela sobre o penhasco. Escapando com uma fotografia de seus pais em frente a uma serraria, os irmãos encontram Josephine em uma caverna próxima, sendo confrontados por Olaf, que abandona Josephine para ser comida viva pelas sanguessugas que habitam o Lago Lacrimoso. Ao voltar para a praia, Olaf escapa após ser desmascarado na frente do sr. Poe, enquanto os Baudelaire se esgueiram e saem para encontrar a serraria na fotografia. |              |                                                                      |                  |                     |                       |
| 7 | 7            | "The Miserable Mill: Part One" "Serraria Baixo-Astral: Parte 1" (BR) | Bo Welch         | Joe Tracz           | 13 de janeiro de 2017 |
| Ao chegarem a Serraria Alto-Astral, os Baudelaire são obrigados por seu proprietário, Senhor, a trabalhar, culpando os pais das crianças por terem iniciado um incêndio que destruiu toda a cidade. Enquanto investigam o comportamento anormalmente feliz dos trabalhadores, os óculos de Klaus são quebrados pelo Homem de Mãos de Gancho disfarçado como Foreman Flacutono. Ele visita a optometrista Georgina Orwell, que o coloca em transe hipnótico. Mais tarde naquele dia, os irmãos aprendem que dois visitantes estão esperando para vê-los. Acreditando que seus pais ainda estão vivos, os três ficam chocados ao encontrar Orwell e sua recepcionista "Shirley", que é Olaf mal disfarçado. Enquanto isso, a mãe e o pai que foram mantidos em cativeiro são revelados como sendo os pais dos trigêmeos Quagmire, com quem eles se reúnem. |              |                                                                      |                  |                     |                       |
| 8 | 8            | "The Miserable Mill: Part Two" "Serraria Baixo-Astral: Parte 2" (BR) | Bo Welch         | Tatiana Suarez-Pico | 13 de janeiro de 2017 |
| Quando Klaus manipula mal uma das máquinas da serraria devido à sua hipnose, Senhor ameaça enviar os Baudelaire para "Shirley". Os três investigam Orwell e "Shirley" e descobrem que todos os trabalhadores da serraria estão em transe, levando os Baudelaire a retornarem para salvá-los. Orwell então ordena que Klaus amarre Charles a um tora e mande-o através de uma serra enquanto ela assiste. No último minuto, Violet libera os trabalhadores da hipnose de Orwell. Klaus sai do transe, impedindo-o de ferir Charles. Os trabalhadores atacam a serraria, fazendo com que Orwell caia na fornalha e morra. Senhor se despede entre o tumulto operário enquanto o conde Olaf e o homem de mãos de gancho escapam. Charles revela a verdade sobre o papel dos Baudelaire na cidade, afirmando que eles ajudaram a combater o incêndio. Os três irmãos se reencontram com o sr. Poe e Jacquelyn dá a Klaus a luneta quebrada que Olaf roubou dele. Poe envia os três irmãos para o internato, dos quais dois dos três trigêmeos Quagmire também são enviados, devido à sua casa ser incendiada por uma mulher desconhecida. Os pais dos Quagmire são revelados como membros da organização. A cena final mostra os Baudelaire, Lemony Snicket, o conde Olaf e o sr. Poe cantando a música "That's Not How the Story Goes". |              |                                                                      |                  |                     |                       |

### 2.ª temporada (2018)
A segunda temporada adaptou os cinco livros seguintes da série: The Austere Academy, The Ersatz Elevator, The Vile Village, The Hostile Hospital e The Carnivorous Carnival.
| N.º geral | N.º na temp. | Título original                      | Dirigido por     | Escrito por    | Lançamento          |
| --- | ------------ | ------------------------------------ | ---------------- | -------------- | ------------------- |
| 9 | 1            | "The Austere Academy: Part One"      | Barry Sonnenfeld | Daniel Handler | 30 de março de 2018 |
| Os Baudelaire são introduzidos à vida na Prufrock Preparatory School, uma instituição desagradável e subfinanciada, administrada por um vice-diretor desagradável chamado Nero e aterrorizada por um estudante igualmente desagradável chamado Carmelita Spats. As únicas qualidades redentoras da escola são a bibliotecária amigável e altamente inteligente Olivia Caliban e os trigêmeos sobreviventes de Quagmire Duncan e Isadora. Durante o almoço, Klaus e Isadora descobrem que estão segurando duas metades da mesma luneta. Os novos amigos rapidamente percebem que precisam rastrear um livro sobre organizações secretas para encontrar as respostas que procuram em um livro que Jacquelyn enviou a Larry para lhes dar, mas que ele descuidadamente perdeu. Enquanto isso, o conde Olaf e sua trupe espreitam nos jardins da escola, incapaz de entrar nas portas da frente devido a um sistema de computador avançado programado pelo Nero para detectar a presença de Olaf. No entanto, com a ajuda de Carmelita, Olaf finalmente consegue entrar e trava Larry na geladeira da cafeteria. Ele então veste seu último disfarce: o novo professor de ginástica da escola chamado Coach Genghis.                                                                                    |              |                                      |                  |                |                     |
| 10 | 2            | "The Austere Academy: Part Two"      | Barry Sonnenfeld | Joe Tracz      | 30 de março de 2018 |
| Olaf é capaz de convencer Nero a colocar os Baudelaire em um programa de exercícios extenuante, fazendo os irmãos darem voltas infinitas à noite para impedir que eles se intrometam contra ele, enquanto também os leva a ter um desempenho ruim nas aulas por falta de sono. Devido às notas baixas, Nero ameaça expulsar os Baudelaire se eles falharem em um exame abrangente a ser feito na frente de toda a escola, mas como ainda precisam se exercitar no programa de Olaf, eles sabem que provavelmente irão falhar. Os Quagmire se oferecem para ajudar, e naquela noite tomam seu lugar durante os exercícios; no entanto, sua identidade é descoberta e, enquanto se escondem na biblioteca, eles encontram a cópia do livro sobre organizações secretas e leem sobre o objetivo da luneta antes de serem capturados pelo homem de mãos de gancho. No dia seguinte, com o Sr. Poe presente, os Baudelaire são aprovados no exame e revelam a identidade de Olaf. Olaf e sua gangue escapam com os Quagmire, que tentam gritar as iniciais "VFD" do banco de trás do carro de Olaf. Enquanto isso, Larry é resgatado da geladeira com a ajuda do irmão de Lemony, Jacques, enquanto Olivia sai com o livro sobre organizações secretas que os Quagmire trancados em uma gaiola no fundo. |              |                                      |                  |                |                     |
| 11 | 3            | "The Ersatz Elevator: Part One"      | Bo Welch         | Daniel Handler | 30 de março de 2018 |
| 12 | 4            | "The Ersatz Elevator: Part Two"      | Bo Welch         | Daniel Handler | 30 de março de 2018 |
| 13 | 5            | "The Vile Village: Part One"         | Barry Sonnenfeld | Sigrid Gilmer  | 30 de março de 2018 |
| 14 | 6            | "The Vile Village: Part Two"         | Barry Sonnenfeld | Sigrid Gilmer  | 30 de março de 2018 |
| 15 | 7            | "The Hostile Hospital: Part One"     | Alan Arkush      | Joshua Conkel  | 30 de março de 2018 |
| 16 | 8            | "The Hostile Hospital: Part Two"     | Alan Arkush      | Joshua Conkel  | 30 de março de 2018 |
| 17 | 9            | "The Carnivorous Carnival: Part One" | Loni Peristere   | Joe Tracz      | 30 de março de 2018 |
| 18 | 10           | "The Carnivorous Carnival: Part Two" | Loni Peristere   | Joe Tracz      | 30 de março de 2018 |

Loni Peristere, Allan Arkush, Liza Johnson e Jonathan Teplitzky dirigiram episódios tanto na segunda como na terceira temporada.

### 3.ª temporada
Na terceira temporada serão adaptados os últimos quatro livros em sete episódios.

## Produção

### Desenvolvimento
Os treze livros de A Series of Unfortunate Events, escritos por Daniel Handler sob o pseudônimo Lemony Snicket de 1999 a 2006, alcançaram sucesso ao mesmo tempo que os livros da série Harry Potter. Como tal, os livros de Snicket tinham sido selecionados para serem filmados antes de serem publicados. Isso levou ao desenvolvimento de um filme lançado em 2004, Lemony Snicket's A Series of Unfortunate Events, que cobriu as narrativas dos três primeiros romances da série. Barry Sonnenfeld, que expressou seu amor para a série, foi originalmente programado para dirigir o longa-metragem, e tinha contratado Handler para escrever o roteiro. Cerca de 10 meses depois da produção, pouco depois da escalação de Jim Carrey como Conde Olaf, houve uma "grande crise", de acordo com Handler, que causou a saída do produtor Scott Rudin e Sonnenfeld - que também deixou a produção em termos pouco claros. Com a conclusão do filme em fluxo, os estúdios produtores Paramount Pictures e DreamWorks demitiram Handler. Após a conclusão e lançamento do filme, as sequências que iria adaptar os outros romances da série tornaram-se improváveis devido a "problemas corporativos" dentro da DreamWorks, de acordo com Handler, e os atores que retrataram os órfãos Baudelaire já haviam crescido demasiadamente para estrelar em uma eventual sequência.
Em novembro de 2014, a Netflix, em associação com a Paramount Television, anunciou seus planos para adaptar todos os livros de A Series of Unfortunate Events em uma série de televisão original, com o autor da série, Daniel Handler, servindo como produtor executivo.
Em setembro de 2015, foi anunciado que Barry Sonnenfeld e Mark Hudis haviam concordado em dirigir a série. Hudis serviria como showrunner, Sonnenfeld como diretor, e ambos como produtores executivos, com Daniel Handler escrevendo os scripts. No entanto, em janeiro de 2016, a Netflix anunciou que Hudis tinha deixado o projeto, com um showrunner de substituição não nomeado no momento.
Em março de 2016, foi revelado a série iria inicialmente ser composta por oito episódios. Em setembro de 2016, Harris revelou que cada livro da série seria adaptado em dois episódios da série, com os quatro primeiros livros abordados na inicial dos oito episódios.

### Escolha de elenco

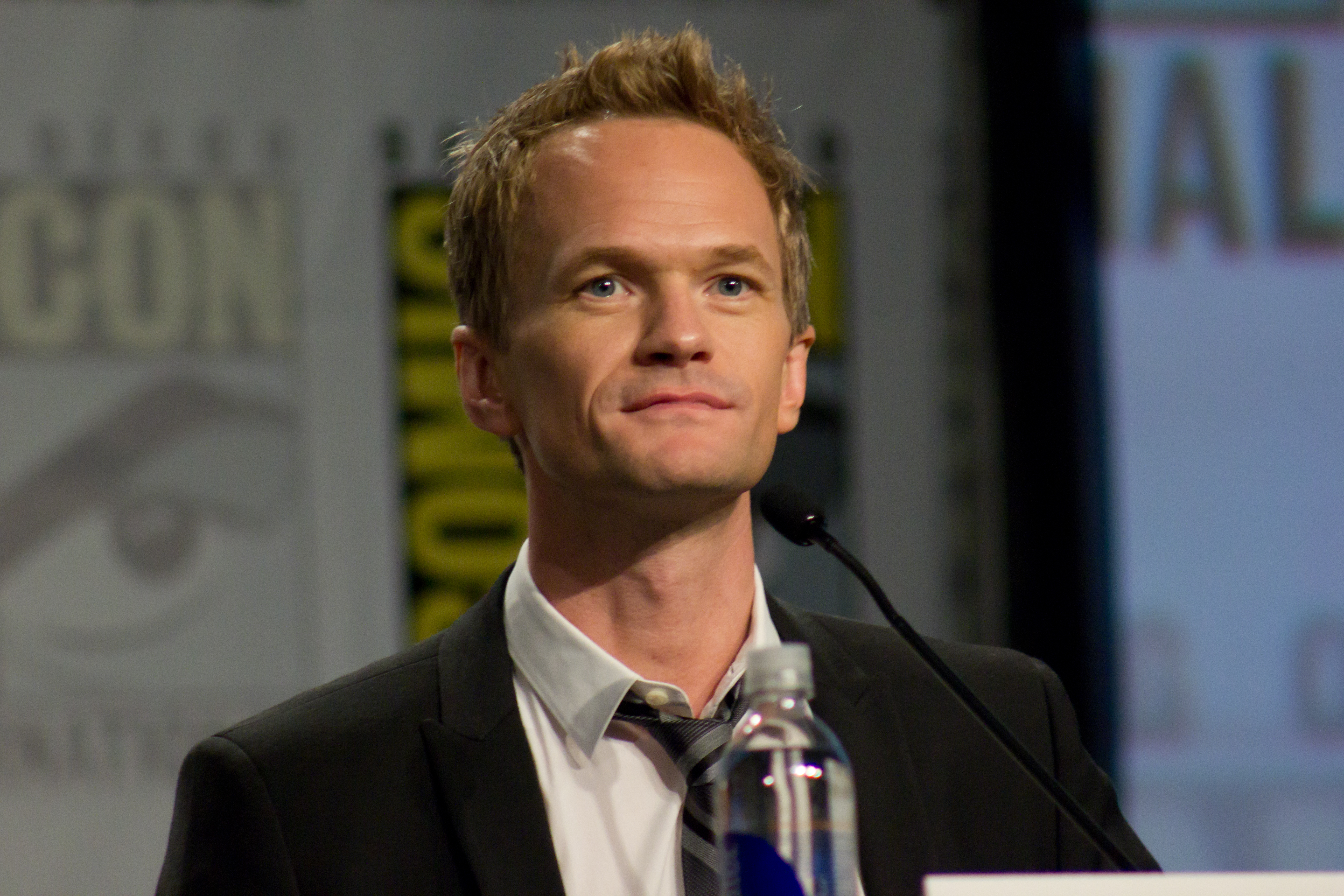
Neil Patrick Harris interpreta o vilão Conde Olaf na série

Em 3 de dezembro de 2015, as audições para estrelar o filme foram anunciadas para os papéis de Violet e Klaus Baudelaire. Em janeiro de 2016, a Netflix anunciou que Neil Patrick Harris tinha sido escalado como o conde Olaf e Malina Weissman e Louis Hynes foram escolhidos como Violet e Klaus.
Em março de 2016, K. Todd Freeman foi escalado como Poe, seguido pouco depois pelo vazamento de Patrick Warburton como Lemony Snicket e Aasif Mandvi como o tio Monty.
Em novembro de 2016, foi anunciado que a atriz Catherine O'Hara que interpretou Justice Strauss na adaptação de 2004, será a vilã Dr.ª Georgina Orwell na série.

### Filmagens
As filmagens da primeira temporada  ocorreram em Vancouver, Canadá no mês de  março de 2016. O elenco anunciou nas redes sociais que as filmagens já foram terminadas em Agosto de 2016.

### Música
Em abril de 2016, Nick Urata foi inicialmente escalado para compor música para a show. Uma vez que a série foi liberada, foi revelado que Urata colaborou com Daniel Handler para compor o tema de abertura, bem como várias canções originais que aparecem ao longo da série, com Handler contribuindo com as letras. A partitura original foi composta por James Newton Howard, com seus frequentes colaboradores Sven Faulconer e Chris Bacon preenchendo as lacunas para marcar determinados episódios.

### Efeitos visuais
A Zoic Studios foi a responsável pela criação dos efeitos visuais da série, incluindo os efeitos de muitas das ações de Sunny Baudelaire.

## Lançamento
Todos os oito episódios da primeira temporada de A Series of Unfortunate Events foram lançados mundialmente na Netflix no dia 13 de janeiro de 2017, em Ultra HD 4K.

### Marketing
No dia 5 de julho de 2015, um vídeo intitulado "An Unfortunate Teaser" foi enviado para o YouTube por um usuário chamado "Eleanora Poe". A Netflix rapidamente divulgou uma declaração dizendo "Isso não foi lançado pela Netflix". Os meios de comunicação foram quase unânimes de que o trailer havia sido feito por fãs. No entanto, Caitlin Petrakovitz, da CNET, argumentou que o trailer poderia ser real e que a negação cuidadosamente formulada da Netflix foi uma campanha de marketing, observando que o nome de usuário "Eleanora Poe" é o mesmo que um personagem da série e que um disco de vinil presente no trailer era da The Gothic Archies, uma banda que forneceu a música tema para os audiolivros de A Series of Unfortunate Events. O trailer foi revelado posteriormente para servir como uma roteiro promocional, semelhante a um "roteiro de teste", por um diretor independente, que a Netflix contratou para fazer a sequência de abertura da série após a popularidade do vídeo, porém eles descontinuaram o conceito.
Em outubro de 2016, a Netflix lançou o primeiro teaser trailer de A Series of Unfortunate Events, onde Warburton narra os eventos da série como Lemony Snicket. Um trailer, caracterizando a metragem da série e o caráter de Neil Patrick Harris, Conde Olaf, foi liberado pela Netflix em novembro de 2016, seguido logo pelo primeiro trailer completo. O segundo trailer foi lançado em dezembro de 2016.